# Валера (Пјаченца)
Валера је насеље у Италији у округу Пјаченца, региону Емилија-Ромања.
Према процени из 2011. у насељу је живело 414 становника. Насеље се налази на надморској висини од 78 м.